# 243 a. C.
El año 243 a. C. fue un año del calendario romano prejuliano. En el Imperio romano se conocía como el año 511 ab urbe condita.

## Acontecimientos
- Consulados de Cayo Fundanio Fúndulo y Cayo Sulpicio Galo en la Antigua Roma.[1]
- Arato de Sición captura Corinto.

## Nacimientos
- Seleuco III Sóter Cerauno, rey de la Dinastía seléucida.
- Magón Barca, militar cartaginés, hermano de Aníbal Barca.